# Move (BtoB)
Move è il quinto EP della boy band sudcoreana BtoB, pubblicato nel 2014.

## Tracce
1. 넌 감동이야 (Neonkamdongiya) – 3:27
2. 잘 지내겠죠 (Jaljinaegetyo) – 3:46
3. Happening – 3:21
4. 넌 나의 천사 (feat. JOO) – 4:00
5. 몰라 (Molla) – 3:50

Bonus track
1. Shake It! – 3:14